# Niedobór alfa1-antytrypsyny
α1-Antytrypsyna jest białkiem osocza krwi (frakcji α1-globulin), które należy do najsilniejszych krążących inhibitorów proteaz serynowych (serpin). 
Genetycznie uwarunkowany niedobór α1-antytrypsyny występuje najczęściej u osób rasy białej, szczególnie pochodzących z Europy Północnej. W badaniach przeprowadzanych na różnych populacjach stwierdzono występowanie tej nieprawidłowości z częstością od około 1:1 500 do ok. 1:5 000 żywych urodzeń.
Częstość występowania w rasach żółtej i czarnej jest mniejsza.

## Epidemiologia
Na terenie Europy i Ameryki Północnej częstość choroby wynosi:
Homozygoty ze zmutowanym genem: 1:1500-3500

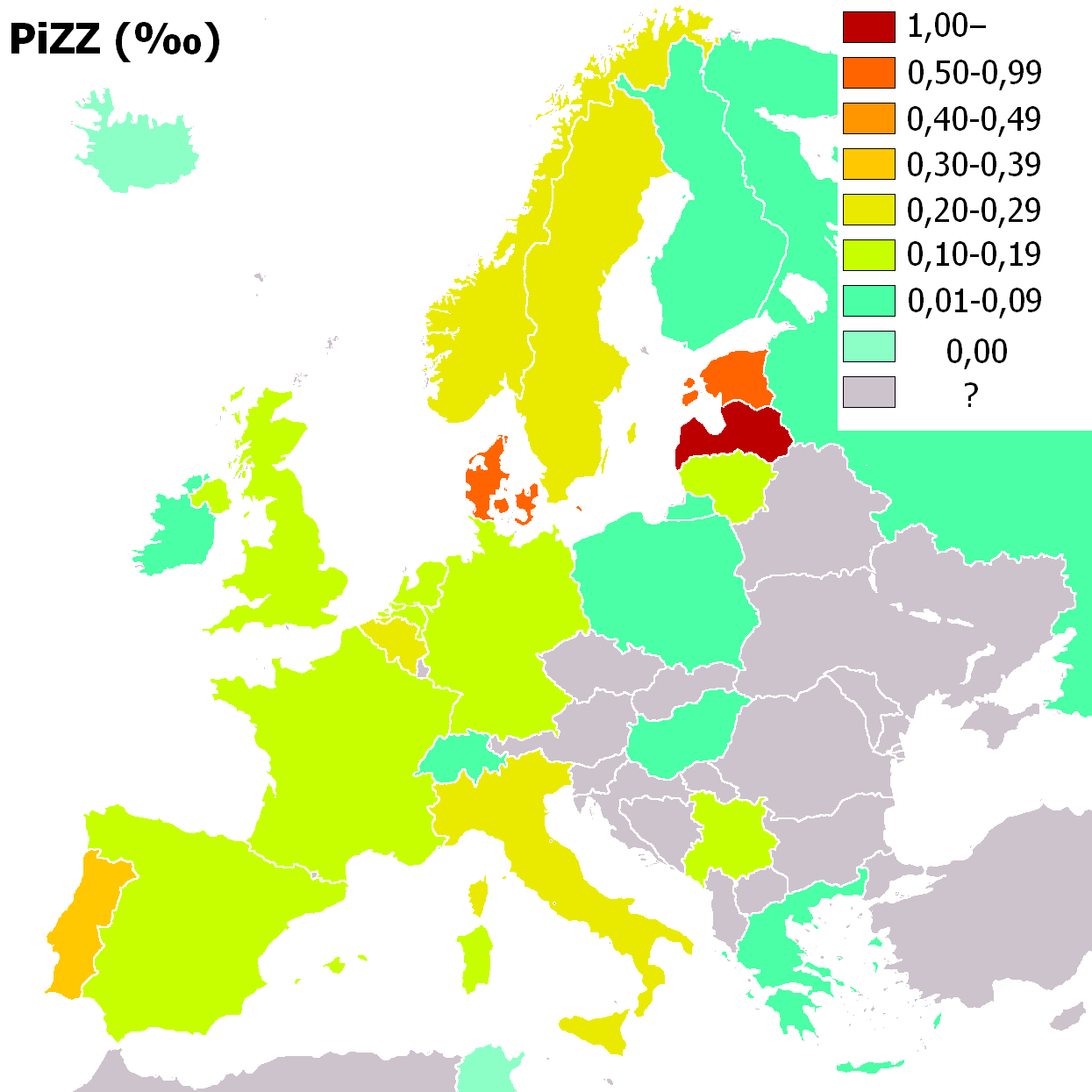
Częstość fenotypu PiZZ w Europie.

Heterozygoty: 1:150-300

## Objawy
U osób u których występuje niedobór α1-antytrypsyny mogą występować następujące objawy i stany chorobowe:
- charakterystyczne obniżenie frakcji α1-globulin
- u dzieci
  - przedłużona żółtaczka noworodków
  - kliniczne i subkliniczne objawy uszkodzenia wątroby
  - dziecięca marskość wątroby
- u dorosłych
  - marskość wątroby, a także kliniczne lub subkliniczne objawy uszkodzenia wątroby
- rozwój rozedmy płuc

rzadziej stwierdzane objawy i stany chorobowe:
- zapalenie tkanki tłuszczowej
- astma oskrzelowa
- rozstrzenie oskrzeli
- ziarniniakowatość z zapaleniem naczyń
- zapalenie trzustki
- kamica żółciowa

Niski poziom A1AT występuje także w zespołach utraty białek i w zespole niewydolności oddechowej noworodków.

## Leczenie
Zaleca się zastosowanie profilaktyki polegających na unikaniu czynników upośledzających funkcję płuc i wątroby (np. palenie tytoniu, zanieczyszczenia powietrza, alkohol, infekcje).
Ze względu na to, że nie jest dostępna rekombinowana α1-antytrypsyna w swoistym leczeniu jej niedoboru stosuje się stałą substytucję podawanym dożylnie raz w tygodniu preparatem ludzkiej α1-antytrypsyny uzyskiwanej z osocza zdrowych dawców (nazwy handlowe Prolastin, Zemaira i Aralast). Badania kliniczne wykazały, że w trakcie takiej terapii w płucach leczonych pacjentów dochodziło do wzrostu stężenia aktywnej α1-antytrypsyny. Stosuje się je wyłącznie u pacjentów z objawami rozedmy płuc i fenotypie PiZZ, PiZ(null) Pi(null)(null). Obecnie nie ma badań klinicznych oceniających długoterminowe wyniki leczenia substytucyjnego.
Istnieją plany podawania preparatów α1-antytrypsyny w postaci wziewnej.